# Мікако Ічікава
Мікако Ічікава(13 червня 1978, Токіо, Японія) — японська акторка.

## Вибіркова фільмографія
- Синій (2001)
- Музей (2016)